# Староанновка
Староанновка (укр. Староганнівка; ранее — Анновка, до 2024 года — Першотравневое) — село в Попельнастовской сельской общине Александрийского района Кировоградской области Украины.
Население по переписи 2001 года составляло 76 человек. Почтовый индекс — 28054. Телефонный код — 5235. Код КОАТУУ — 3520386805.

## Происхождение названия
Село было названо в честь праздника весны и труда Первомая, отмечаемого в различных странах 1 мая; в СССР он назывался Международным днём солидарности трудящихся. В сентябре 2024 года, постановлением Верховной Рады Украины селу было присвоено название Староанновка